# Nueva Vizcaya (Argentina)
Nueva Vizcaya es una localidad y comuna de 1ª categoría del distrito Francisco Ramírez del departamento Federal, en la provincia de Entre Ríos, República Argentina. Se encuentra 3 km al de la ruta provincial 5, la cual es su principal vía de comunicación vinculándola al oeste con Federal y al este con Chajarí.
La población de la localidad, es decir sin considerar el área rural, era de 297 personas en 1991 y de 354 en 2001. La población de la jurisdicción de la junta de gobierno era de 425 habitantes en 2001.
La estación de ferrocarril instalada en 1930 fue el imán para los pobladores, que en sus comienzos contaba con muchos inmigrantes de nacionalidad rusa y alemana. En 1935 se creó la primera escuela.
La junta de gobierno fue elevada a la 1ª categoría por decreto 8242/05 del 28 de noviembre de 2005.
Es una zona agrícola y ganadera. Existe también una fábrica de alimento balanceado. Cuenta con un centro de salud.

## Comuna
La reforma de la Constitución de la Provincia de Entre Ríos que entró en vigencia el 1 de noviembre de 2008 dispuso la creación de las comunas, lo que fue reglamentado por la Ley de Comunas n.º 10644, sancionada el 28 de noviembre de 2018 y promulgada el 14 de diciembre de 2018. La ley dispuso que todo centro de población estable que en una superficie de al menos 75 km² contenga entre 700 y 1500 habitantes, constituye una comuna de 1ª categoría. La Ley de Comunas fue reglamentada por el Poder Ejecutivo provincial mediante el decreto 110/2019 de 12 de febrero de 2019, que declaró el reconocimiento ad referéndum del Poder Legislativo de 34 comunas de 1ª categoría con efecto a partir del 11 de diciembre de 2019, entre las cuales se halla Nueva Vizcaya. La comuna está gobernada por un departamento ejecutivo y por un consejo comunal de 8 miembros, cuyo presidente es a la vez el presidente comunal. Sus primeras autoridades fueron elegidas en las elecciones de 9 de junio de 2019.